# Дискография Рафаэллы Карра
Дискография итальянской певицы Рафаэллы Карры включает в себя двадцать четыре студийных альбома, один концертный альбом, тридцать девять сборников, два видеоальбома, один мини-альбом и пятьдесят восемь синглов.

## Альбомы

### Студийные альбомы
| Название                                                                           | Детали                                                            | Наивысшая позиция в чартах | Наивысшая позиция в чартах | Сертификации          |
| Название                                                                           | Детали                                                            | ИТА                        | ИСП                        | Сертификации          |
| ---------------------------------------------------------------------------------- | ----------------------------------------------------------------- | -------------------------- | -------------------------- | --------------------- |
| Raffaella                                                                          | - Выпущен: 1971 - Лейбл: RCA Italiana - Формат: LP                | —                          | —                          |                       |
| Raffaella Carrà                                                                    | - Выпущен: 1971 - Лейбл: RCA Italiana - Формат: LP                | —                          | —                          |                       |
| Scatola a sorpresa                                                                 | - Выпущен: 1973 - Лейбл: CGD - Формат: LP                         | —                          | —                          |                       |
| Milleluci                                                                          | - Выпущен: 1974 - Лейбл: CGD - Формат: LP                         | —                          | —                          |                       |
| Felicità tà tà                                                                     | - Выпущен: 1974 - Лейбл: CGD - Формат: LP                         | —                          | —                          | - FIMI: Платиновый    |
| Forte forte forte                                                                  | - Выпущен: 1976 - Лейбл: CGD - Формат: LP                         | —                          | —                          |                       |
| Fiesta                                                                             | - Выпущен: 1977 - Лейбл: CGD - Формат: LP                         | —                          | 4                          |                       |
| Raffaella                                                                          | - Выпущен: 1978 - Лейбл: CBS - Формат: LP, кассета                | 11                         | 27                         |                       |
| Applauso                                                                           | - Выпущен: 1979 - Лейбл: CBS - Формат: LP, кассета                | 24                         | —                          |                       |
| Mi spendo tutto                                                                    | - Выпущен: 1980 - Лейбл: CBS - Формат: LP, кассета                | —                          | —                          |                       |
| Raffaella Carrà                                                                    | - Выпущен: 1981 - Лейбл: Hispavox - Формат: LP, кассета           | —                          | 19                         | - Promusicae: Золотой |
| Raffaella Carrà 82                                                                 | - Выпущен: 1982 - Лейбл: Hispavox - Формат: LP, кассета           | —                          | 18                         | - Promusicae: Золотой |
| Fatalità                                                                           | - Выпущен: 1983 - Лейбл: Hispavox - Формат: LP, кассета           | —                          | —                          |                       |
| Bolero                                                                             | - Выпущен: 1984 - Лейбл: CGD - Формат: LP, кассета                | —                          | —                          |                       |
| Fidati!                                                                            | - Выпущен: 1985 - Лейбл: Fonit Cetra - Формат: LP, кассета        | —                          | —                          |                       |
| Curiosità                                                                          | - Выпущен: 1986 - Лейбл: Fonit Cetra - Формат: LP, кассета        | —                          | —                          |                       |
| Raffaella                                                                          | - Выпущен: 1988 - Лейбл: CBS - Формат: LP, CD, кассета            | —                          | —                          |                       |
| Inviato speciale                                                                   | - Выпущен: 1990 - Лейбл: Fonit Cetra - Формат: LP, CD, кассета    | —                          | —                          |                       |
| Raffaella Carrà                                                                    | - Выпущен: 1991 - Лейбл: Fonit Cetra - Формат: LP, CD, кассета    | —                          | —                          |                       |
| Hola Raffaella                                                                     | - Выпущен: 1993 - Лейбл: Ariola Records - Формат: LP, CD, кассета | —                          | —                          |                       |
| Carramba che rumba!                                                                | - Выпущен: 1996 - Лейбл: Nueva Fonit Cetra - Формат: CD, кассета  | —                          | —                          |                       |
| Replay — The Album                                                                 | - Выпущен: 2013 - Лейбл: Do It Yourself - Формат: CD              | 32                         | 69                         |                       |
| Ogni volta che è Natale                                                            | - Выпущен: 2018 - Лейбл: Sony Music - Формат: LP, CD              | 11                         | —                          |                       |
| Символ «—» означает, что альбом не попал в чарт или не выпускался в данной стране. |                                                                   |                            |                            |                       |

### Концертные альбомы
| Название                | Детали                                             |
| ----------------------- | -------------------------------------------------- |
| Raffaella… Senzarespiro | - Выпущен: 1972 - Лейбл: RCA Italiana - Формат: LP |

### Мини-альбомы
| Название  | Детали                                                     |
| --------- | ---------------------------------------------------------- |
| Curiosità | - Выпущен: 1986 - Лейбл: Fonit Cetra - Формат: LP, кассета |

### Видеоальбомы
| Название                  | Детали                                           |
| ------------------------- | ------------------------------------------------ |
| Raffica Carra'            | - Выпущен: 2007 - Лейбл: Rai Trade - Формат: DVD |
| Raffica balletti & duetti | - Выпущен: 2008 - Лейбл: RCA - Формат: DVD       |

## Синглы
| Год                                                                               | Название                                                    | Наивысшая позиция в чартах | Наивысшая позиция в чартах | Наивысшая позиция в чартах | Наивысшая позиция в чартах | Наивысшая позиция в чартах | Наивысшая позиция в чартах | Наивысшая позиция в чартах | Наивысшая позиция в чартах | Наивысшая позиция в чартах | Наивысшая позиция в чартах | Наивысшая позиция в чартах | Наивысшая позиция в чартах | Наивысшая позиция в чартах | Наивысшая позиция в чартах | Сертификации       | Альбом                      |
| Год                                                                               | Название                                                    | ИТА                        | АВС                        | АРГ                        | БЕЛ                        | БЕЛ                        | ВЕЛ                        | ГЕР                        | ИЗР                        | ИСП                        | КАН                        | НИД                        | ТУР                        | ФРА                        | ШВЕ                        | Сертификации       | Альбом                      |
| Год                                                                               | Название                                                    | ИТА                        | АВС                        | АРГ                        | ВАЛ                        | ФЛА                        | ВЕЛ                        | ГЕР                        | ИЗР                        | ИСП                        | КАН                        | НИД                        | ТУР                        | ФРА                        | ШВЕ                        | Сертификации       | Альбом                      |
| --------------------------------------------------------------------------------- | ----------------------------------------------------------- | -------------------------- | -------------------------- | -------------------------- | -------------------------- | -------------------------- | -------------------------- | -------------------------- | -------------------------- | -------------------------- | -------------------------- | -------------------------- | -------------------------- | -------------------------- | -------------------------- | ------------------ | --------------------------- |
| 1970                                                                              | «Ma che musica maestro» «Non ti mettere con Bill»           | 3                          | —                          | —                          | —                          | —                          | —                          | —                          | —                          | —                          | —                          | —                          | —                          | —                          | —                          |                    | Raffaella                   |
| 1970                                                                              | «Reggae Rrrrr! (Parte 1)» «Reggae Rrrrr! (Parte 2)»         | 23                         | —                          | —                          | —                          | —                          | —                          | —                          | —                          | —                          | —                          | —                          | —                          | —                          | —                          |                    | Raffaella                   |
| 1971                                                                              | «Chissà chi sei» «Dudulalà»                                 | —                          | —                          | —                          | —                          | —                          | —                          | —                          | —                          | —                          | —                          | —                          | —                          | —                          | —                          |                    | Raffaella                   |
| 1971                                                                              | «Chissà chi sei» «Top»                                      | —                          | —                          | —                          | —                          | —                          | —                          | —                          | —                          | —                          | —                          | —                          | —                          | —                          | —                          |                    | Raffaella                   |
| 1971                                                                              | «Chissà se va» «Perdono, non lo faccio più»                 | 2                          | —                          | —                          | —                          | —                          | —                          | —                          | —                          | —                          | —                          | —                          | —                          | —                          | —                          |                    | Raffaella Carrà             |
| 1971                                                                              | «Tuca tuca» «Vi dirò la verità»                             | 3                          | —                          | —                          | —                          | —                          | —                          | —                          | —                          | —                          | —                          | —                          | —                          | —                          | —                          |                    | Raffaella Carrà             |
| 1971                                                                              | «Maga maghella» «Papà»                                      | 12                         | —                          | —                          | —                          | —                          | —                          | —                          | —                          | —                          | —                          | —                          | —                          | —                          | —                          |                    | Raffaella Carrà             |
| 1972                                                                              | «Borriquito» «Raindrops Keep Fallin’ on My Head»            | 25                         | —                          | —                          | —                          | —                          | —                          | —                          | —                          | —                          | —                          | —                          | —                          | —                          | —                          |                    | Raffaella Carrà             |
| 1972                                                                              | «Tuca tuca, si» «Accidenti a quella sera»                   | —                          | —                          | —                          | —                          | —                          | —                          | —                          | —                          | —                          | —                          | —                          | —                          | —                          | —                          |                    | Raffaella Carrà             |
| 1973                                                                              | «T’ammazzerei» «Era solo un mese fa»                        | 22                         | —                          | —                          | —                          | —                          | —                          | —                          | —                          | —                          | —                          | —                          | —                          | —                          | —                          |                    | без альбома                 |
| 1974                                                                              | «Din don dan» «Bumba mama»                                  | 24                         | —                          | —                          | —                          | —                          | —                          | —                          | —                          | —                          | —                          | —                          | —                          | —                          | —                          |                    | Milleluci                   |
| 1974                                                                              | «Felicità tà tà» «Ma che sera» / «Il guerriero»             | 2                          | —                          | —                          | —                          | —                          | —                          | —                          | —                          | —                          | —                          | —                          | —                          | —                          | —                          |                    | Felicità tà tà              |
| 1974                                                                              | «Rumore» «Mi vien da piangere»                              | 3                          | —                          | —                          | —                          | —                          | —                          | —                          | —                          | —                          | —                          | —                          | 46                         | —                          | —                          |                    | Felicità tà tà              |
| 1975                                                                              | «Male» «Sciocco»                                            | 22                         | —                          | —                          | —                          | —                          | —                          | —                          | —                          | 17                         | —                          | —                          | —                          | —                          | —                          |                    | Forte forte forte           |
| 1975                                                                              | «Rumore» «Felicità tà tà»                                   | —                          | —                          | —                          | —                          | —                          | —                          | —                          | —                          | 16                         | —                          | —                          | —                          | —                          | —                          |                    | без альбома                 |
| 1975                                                                              | «Tornerai» «53 53 456»                                      | —                          | —                          | —                          | —                          | —                          | —                          | —                          | —                          | —                          | —                          | —                          | —                          | —                          | —                          |                    | Forte forte forte           |
| 1976                                                                              | «Forte forte forte» «A far l’amore comincia tu»             | 24                         | —                          | —                          | —                          | —                          | —                          | —                          | —                          | —                          | —                          | —                          | —                          | —                          | —                          |                    | Forte forte forte           |
| 1976                                                                              | «Puisque tu l’aimes dis-le lui» «A far l’amore comincia tu» | —                          | —                          | —                          | 35                         | 1                          | —                          | 7                          | —                          | —                          | —                          | 3                          | 2                          | 20                         | 3                          |                    | без альбома                 |
| 1976                                                                              | «En el amor todo ss empezar» «03 03 456»                    | —                          | —                          | 7                          | —                          | —                          | —                          | —                          | —                          | —                          | —                          | —                          | —                          | —                          | —                          |                    | без альбома                 |
| 1976                                                                              | «Fuerte fuerte fuerte» «En el amor todo es empezar»         | —                          | —                          | —                          | —                          | —                          | —                          | —                          | —                          | —                          | —                          | —                          | —                          | —                          | —                          |                    | без альбома                 |
| 1977                                                                              | «Fiesta» «A far l’amore comincia tu»                        | —                          | 4                          | 4                          | —                          | —                          | —                          | —                          | —                          | 1                          | 40                         | —                          | 1                          | —                          | —                          |                    | Fiesta                      |
| 1977                                                                              | «Liebelei» «Forte Forte Forte»                              | —                          | —                          | —                          | —                          | —                          | —                          | —                          | —                          | —                          | —                          | —                          | —                          | —                          | —                          |                    | без альбома                 |
| 1977                                                                              | «Super français» «Fiesta»                                   | —                          | —                          | —                          | —                          | —                          | —                          | —                          | —                          | —                          | —                          | —                          | —                          | —                          | —                          |                    | без альбома                 |
| 1977                                                                              | «Black cat» «California»                                    | —                          | —                          | —                          | —                          | —                          | —                          | —                          | —                          | —                          | —                          | —                          | —                          | —                          | —                          |                    | Raffaella                   |
| 1978                                                                              | «Tanti auguri» «Amoa»                                       | 9                          | —                          | —                          | —                          | —                          | —                          | 45                         | —                          | —                          | —                          | —                          | —                          | —                          | —                          | - FIMI: Золотой    | Raffaella                   |
| 1978                                                                              | «Do It, Do It Again» «A far l’amore comincia tu»            | —                          | —                          | —                          | —                          | —                          | 9                          | —                          | 13                         | —                          | —                          | —                          | —                          | —                          | —                          |                    | без альбома                 |
| 1978                                                                              | «Hay que venir al sur» «Soy negra»                          | —                          | —                          | 5                          | —                          | —                          | —                          | —                          | —                          | 16                         | —                          | —                          | —                          | —                          | —                          |                    | без альбома                 |
| 1979                                                                              | «E salutala per me» «Ciak»                                  | 22                         | —                          | —                          | —                          | —                          | —                          | —                          | —                          | —                          | —                          | —                          | —                          | —                          | —                          |                    | Applauso                    |
| 1979                                                                              | «Pedro» «Maria Marì»                                        | 30                         | —                          | —                          | —                          | —                          | —                          | —                          | —                          | —                          | —                          | —                          | —                          | —                          | —                          |                    | Mi spendo tutto             |
| 1980                                                                              | «Mi spendo tutto» «Io non vivo senza te»                    | 45                         | —                          | —                          | —                          | —                          | —                          | —                          | —                          | —                          | —                          | —                          | —                          | —                          | —                          |                    | Mi spendo tutto             |
| 1981                                                                              | «Mama dame 100 pesetas» «Super rumbas»                      | —                          | —                          | —                          | —                          | —                          | —                          | —                          | —                          | —                          | —                          | —                          | —                          | —                          | —                          |                    | Raffaella Carrà             |
| 1981                                                                              | «Caliente, Caliente» «Adios Amigo»                          | —                          | —                          | —                          | —                          | —                          | —                          | —                          | —                          | 14                         | —                          | —                          | —                          | —                          | —                          |                    | Raffaella Carrà             |
| 1982                                                                              | «Que dolor» «My love»                                       | 23                         | —                          | —                          | —                          | —                          | —                          | —                          | —                          | 11                         | —                          | —                          | —                          | —                          | —                          |                    | Raffaella Carrà ’82 (исп.)  |
| 1982                                                                              | «Dame un beso» «Ni contigo, ni sin ti»                      | —                          | —                          | —                          | —                          | —                          | —                          | —                          | —                          | —                          | —                          | —                          | —                          | —                          | —                          |                    | Raffaella Carrà ’82 (исп.)  |
| 1982                                                                              | «Eres un bandido» «Esta historia»                           | —                          | —                          | —                          | —                          | —                          | —                          | —                          | —                          | —                          | —                          | —                          | —                          | —                          | —                          |                    | Raffaella Carrà ’82 (исп.)  |
| 1982                                                                              | «Ballo, Ballo» «Dammi un bacio»                             | 4                          | —                          | —                          | —                          | —                          | —                          | —                          | —                          | —                          | —                          | —                          | —                          | —                          | —                          |                    | Raffaella Carrà ’82 (итал.) |
| 1983                                                                              | «Soli sulla luna» «Ahi»                                     | 28                         | —                          | —                          | —                          | —                          | —                          | —                          | —                          | —                          | —                          | —                          | —                          | —                          | —                          |                    | без альбома                 |
| 1983                                                                              | «Fatalità» «Né con te, né senza te»                         | 15                         | —                          | —                          | —                          | —                          | —                          | —                          | —                          | —                          | —                          | —                          | —                          | —                          | —                          |                    | Fatalità                    |
| 1984                                                                              | «Dolce far niente» «Io ti amo»                              | 20                         | —                          | —                          | —                          | —                          | —                          | —                          | —                          | —                          | —                          | —                          | —                          | —                          | —                          |                    | Bolero                      |
| 1984                                                                              | «África» «Porque el amor»                                   | —                          | —                          | —                          | —                          | —                          | —                          | —                          | —                          | —                          | —                          | —                          | —                          | —                          | —                          |                    | Raffaella Carrà             |
| 1984                                                                              | «Cuando calienta el sol» «Madre mia»                        | —                          | —                          | —                          | —                          | —                          | —                          | —                          | —                          | —                          | —                          | —                          | —                          | —                          | —                          |                    | Raffaella Carrà             |
| 1984                                                                              | «Buon Natale» «Amico»                                       | —                          | —                          | —                          | —                          | —                          | —                          | —                          | —                          | —                          | —                          | —                          | —                          | —                          | —                          |                    | без альбома                 |
| 1985                                                                              | «Amico» «Tele-telefonarti»                                  | —                          | —                          | —                          | —                          | —                          | —                          | —                          | —                          | —                          | —                          | —                          | —                          | —                          | —                          |                    | Bolero                      |
| 1985                                                                              | «Fidati!» «Bacio»                                           | 18                         | —                          | —                          | —                          | —                          | —                          | —                          | —                          | —                          | —                          | —                          | —                          | —                          | —                          |                    | Fidati                      |
| 1988                                                                              | «Voglio tutto, soprattutto te» «Abbracciami»                | —                          | —                          | —                          | —                          | —                          | —                          | —                          | —                          | —                          | —                          | —                          | —                          | —                          | —                          |                    | Raffaella                   |
| 1988                                                                              | «No pensar en tí» «1, 2, 3, 4 Dancing»                      | —                          | —                          | —                          | —                          | —                          | —                          | —                          | —                          | —                          | —                          | —                          | —                          | —                          | —                          |                    | Raffaella                   |
| 1990                                                                              | «Ballando soca dance» «Sognando soca dance»                 | 16                         | —                          | —                          | —                          | —                          | —                          | —                          | —                          | —                          | —                          | —                          | —                          | —                          | —                          |                    | Inviato speciale            |
| 1991                                                                              | «Rumore» (Remix)                                            | —                          | —                          | —                          | —                          | —                          | —                          | —                          | —                          | —                          | —                          | —                          | —                          | —                          | —                          |                    | Raffaella Carrà             |
| 1993                                                                              | «Tuca Tuca»                                                 | —                          | —                          | —                          | —                          | —                          | —                          | —                          | —                          | —                          | —                          | —                          | —                          | —                          | —                          |                    | Hola Raffaella              |
| 1999                                                                              | «Fiesta»                                                    | —                          | —                          | —                          | —                          | —                          | —                          | —                          | —                          | —                          | —                          | —                          | —                          | —                          | —                          |                    | Fiesta: I grandi successi   |
| 1999                                                                              | «Presidance» (совместно с Elio e le Storie Tese)            | —                          | —                          | —                          | —                          | —                          | —                          | —                          | —                          | —                          | —                          | —                          | —                          | —                          | —                          |                    | Fiesta: I grandi successi   |
| 2000                                                                              | «Rumore 2000»                                               | —                          | —                          | —                          | —                          | —                          | —                          | —                          | —                          | —                          | —                          | —                          | —                          | —                          | —                          |                    | Tutto Carrà                 |
| 2010                                                                              | «Far l’amore» (совместно с Бобом Синклером)                 | 6                          | 23                         | —                          | 19                         | 13                         | —                          | 46                         | —                          | 7                          | —                          | 16                         | —                          | 26                         | 16                         | - FIMI: Платиновый | без альбома                 |
| 2013                                                                              | «Replay»                                                    | 31                         | —                          | —                          | —                          | —                          | —                          | —                          | —                          | —                          | —                          | —                          | —                          | —                          | —                          |                    | Replay (The Album)          |
| 2013                                                                              | «Cha Cha Ciao»                                              | —                          | —                          | —                          | —                          | —                          | —                          | —                          | —                          | —                          | —                          | —                          | —                          | —                          | —                          |                    | Replay (The Album)          |
| 2015                                                                              | «Forte» (совместно с Бобом Синклером)                       | —                          | —                          | —                          | —                          | —                          | —                          | —                          | —                          | —                          | —                          | —                          | —                          | —                          | —                          |                    | без альбома                 |
| 2018                                                                              | «Chi l'ha detto»                                            | —                          | —                          | —                          | —                          | —                          | —                          | —                          | —                          | —                          | —                          | —                          | —                          | —                          | —                          |                    | Ogni volta che è Natale     |
| 2020                                                                              | «Feliz Navidad»                                             | —                          | —                          | —                          | —                          | —                          | —                          | —                          | —                          | —                          | —                          | —                          | —                          | —                          | —                          |                    | Ogni volta che è Natale     |
| Символ «—» означает, что сингл не попал в чарт или не выпускался в данной стране. |                                                             |                            |                            |                            |                            |                            |                            |                            |                            |                            |                            |                            |                            |                            |                            |                    |                             |